# South Beach (census-designated place della Florida)
South Beach è un census-designated place (CDP) degli Stati Uniti d'America, situato in Florida, nella contea di Indian River.